# Planeta superhabitable

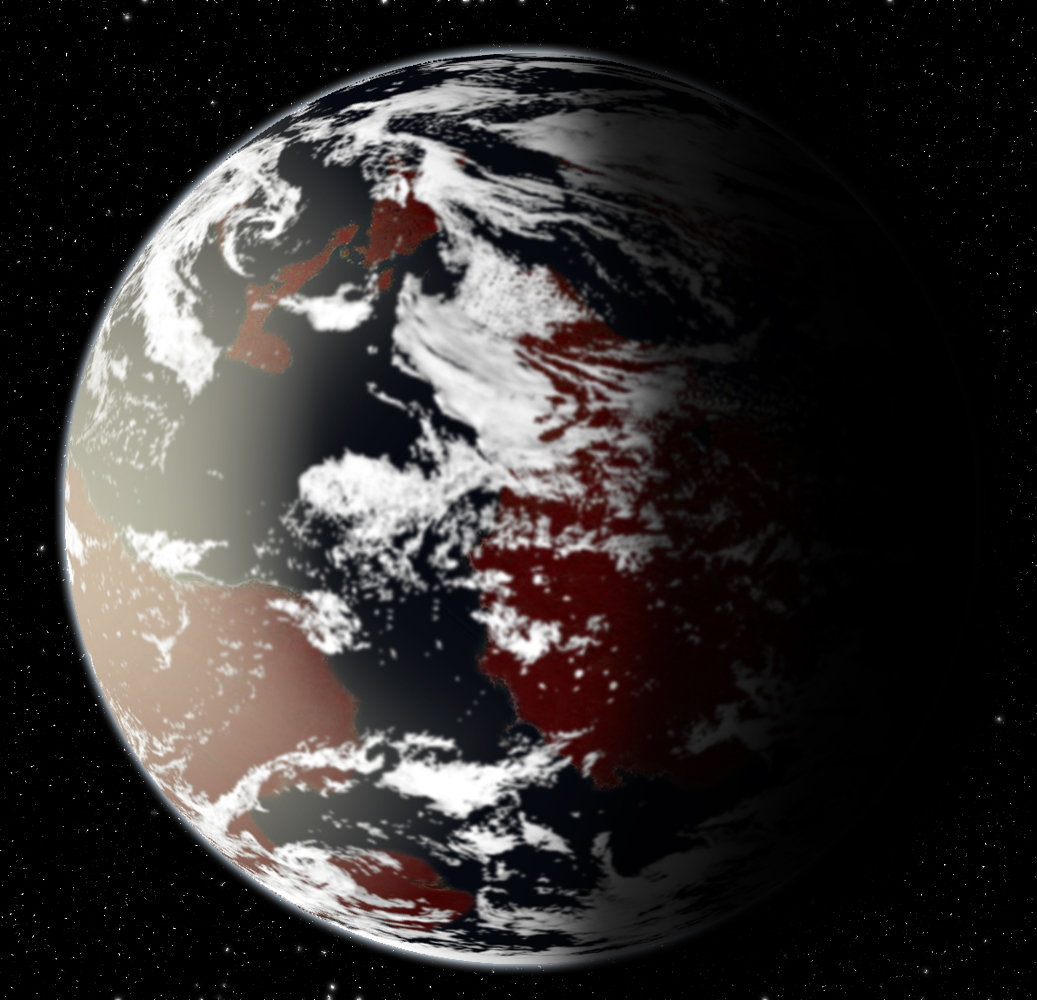
Recreación artística del posible aspecto de un planeta superhabitable. El tono rojizo de las masas continentales se debe al color de la vegetación.

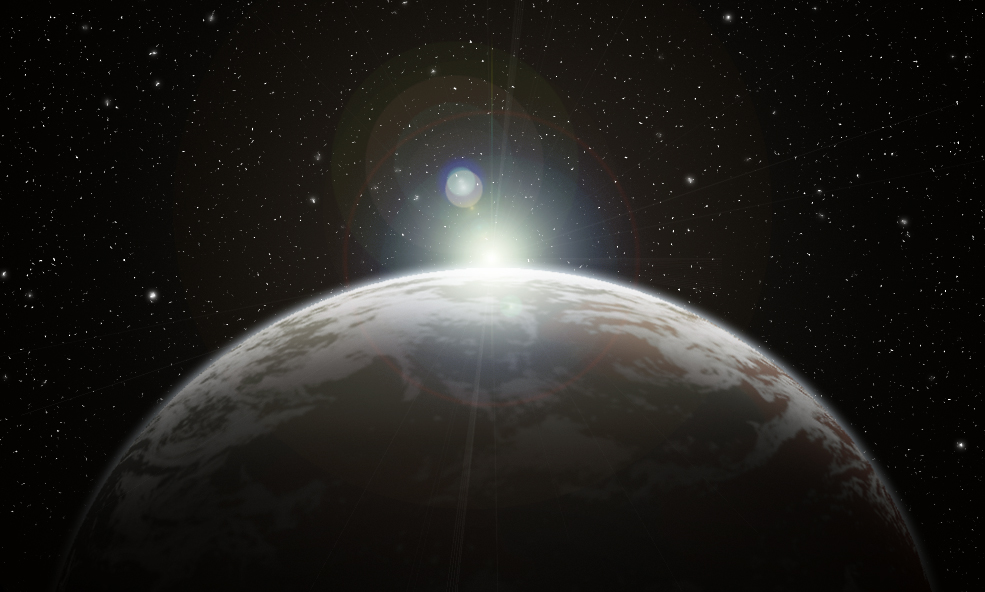
Impresión artística de un planeta superhabitable.

Un planeta superhabitable es un tipo de exoplaneta hipotético, similar a la Tierra, que presenta condiciones más adecuadas para la aparición y evolución de la vida que nuestro propio planeta. En los últimos años, un gran número de expertos ha criticado el criterio antropocentrista en la búsqueda de vida extraterrestre. Consideran que la Tierra no representa el óptimo de habitabilidad planetaria en varios aspectos como el tipo de estrella en torno a la que orbita, superficie total, proporción cubierta por océanos y profundidad media de estos, intensidad del campo magnético, actividad geológica, temperatura superficial, etc. Por lo tanto, es posible que haya exoplanetas en el universo que ofrezcan mejores condiciones para la vida, permitiendo que surja con más facilidad y que perdure por más tiempo.
Un extenso reportaje publicado en enero de 2014 en la revista Astrobiology titulado «Superhabitable Worlds», de René Heller y John Armstrong, recopila y analiza gran parte de los estudios realizados en los años anteriores al respecto. Las investigaciones de estos astrofísicos permiten establecer un perfil para los planetas superhabitables según el tipo estelar, masa y ubicación en el sistema planetario, entre otras características. Concluyeron que estos planetas podrían ser mucho más comunes que los análogos terrestres.
Hasta la actualidad, no ha sido confirmado ningún cuerpo celeste (ya sea exo-planeta o exo-luna) que reúna las características para ser considerado un planeta superhabitable, pero se tiene una serie de candidatos. En 2020, los astrónomos, basándose en la hipótesis de Heller y Armstrong, identificaron veinticuatro exoplanetas potencialmente superhabitables. Si la composición atmosférica y masa de Kepler-442b —que son desconocidas— se corresponden con las de un planeta de esta tipología, puede serlo considerando su ubicación en la zona de habitabilidad, tipo de estrella y tamaño estimado.

## Características
Los múltiples criterios analizados en las investigaciones de Heller y Armstrong, concluyen una serie de características básicas aproximadas que deben reunir los hipotéticos planetas superhabitables. De sus estudios, se extrae que los planetas de unas 2 masas terrestres y 1.3 radios terrestres, contarán con un tamaño óptimo para la tectónica de placas. Además, su masa implicará una mayor atracción gravitatoria, suponiendo un incremento en la captura de gases durante la formación del planeta. Por tanto, es probable que cuenten con atmósferas más densas que ofrezcan una mayor concentración de oxígeno y de gases de efecto invernadero, que a su vez eleven la temperatura media hasta unos niveles óptimos para la vida vegetal —unos 25 °C—. Su mayor gravedad también puede influir en el relieve del objeto planetario, haciéndolo más regular y disminuyendo el tamaño de las cuencas oceánicas, lo que mejorará la diversidad de la vida acuática, más abundante en aguas poco profundas.
Otros factores a tener en cuenta son el tipo de estrella —las enanas naranjas presentan las mismas ventajas que las estrellas más pequeñas y mayores sin sus teóricos inconvenientes—, la edad del sistema —ligeramente superior a la del sistema solar, dando más tiempo a la vida para evolucionar— y una ubicación más próxima al centro de la zona habitable del sistema, entre otros.

### Superficie, tamaño y composición

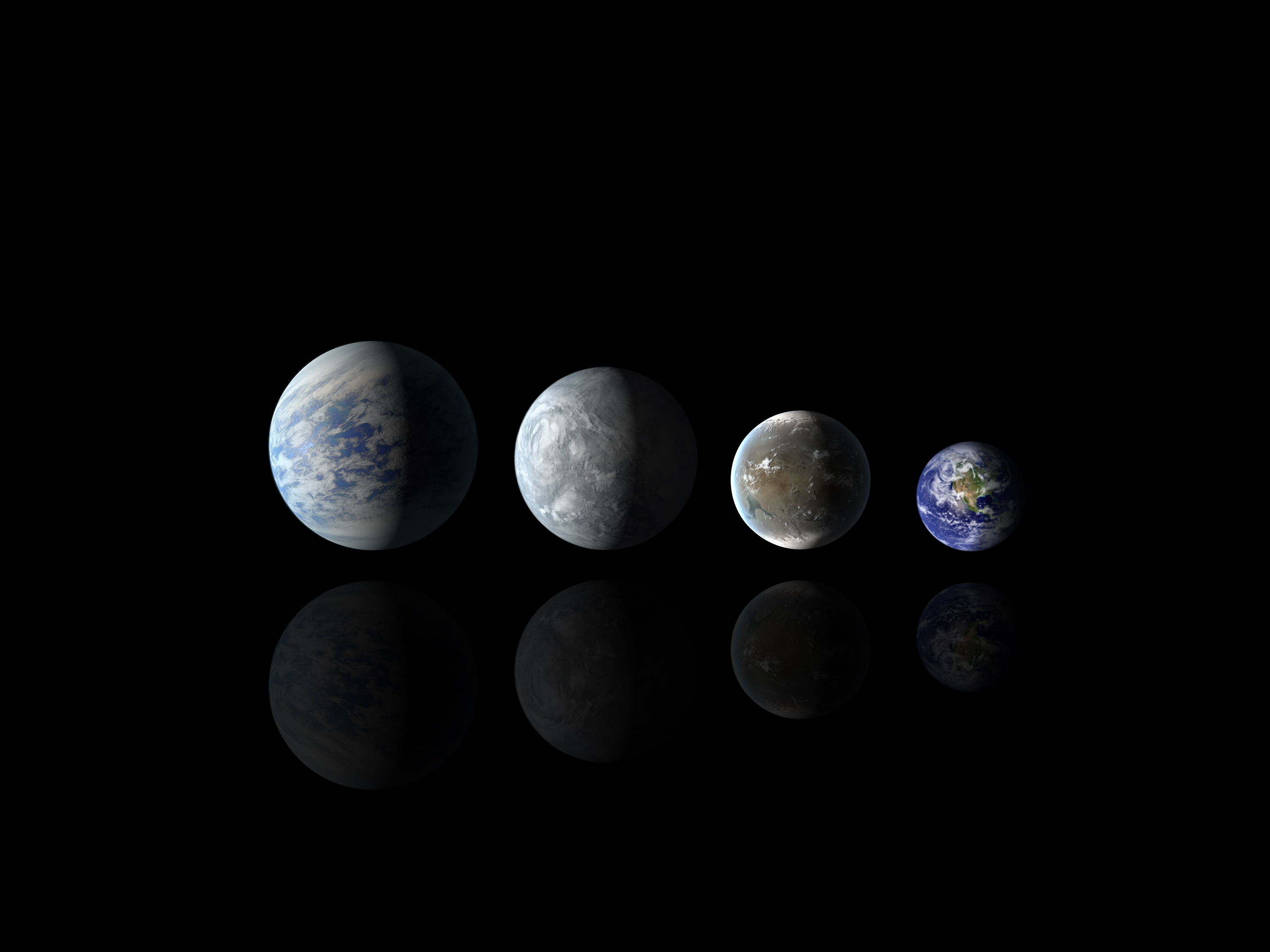
Un exoplaneta con 1.6 R_{⊕} tendrá un radio similar al de Kepler-62e —segundo empezando por la izquierda—. En el extremo de la derecha figura la Tierra, a escala.

Un exoplaneta con un volumen mayor que el terrestre, un relieve más complejo o una superficie más amplia cubierta por agua en estado líquido puede ser más adecuado para la vida. Sin embargo, puesto que el volumen de un planeta suele guardar una relación directa con su masa, cuanto más masivo sea mayor será su atracción gravitatoria, lo que puede traducirse en una atmósfera excesivamente densa.
Los estudios del equipo de Courtney Dressing, investigadora del Centro de Astrofísica Harvard-Smithsonian (CfA), indican que existe un límite natural, fijado en 1.6 radios terrestres (R⊕), por debajo del cual casi todos los planetas son cuerpos telúricos, compuestos principalmente de roca-hierro como Venus y la Tierra. Normalmente, los objetos con una masa inferior a 6 masas terrestres (M⊕) tienen altas probabilidades de presentar una composición similar a la de la Tierra. Por encima de este límite, la densidad de los planetas disminuye a medida que aumenta su tamaño, a imagen de los gigantes gaseosos. Además, las supertierras demasiado masivas pueden carecer de placas tectónicas.
Así pues, cabe esperar que cualquier exoplaneta con una densidad similar a la terrestre y un radio superior —próximo a los 1.6 R⊕— sea más apto para la vida. No obstante, otros estudios indican que los mundos oceánicos representan un estado de transición entre los minineptunos y los planetas telúricos, especialmente si pertenecen a estrellas poco masivas —cuyos planetas situados en la zona habitable tienden a acumular mucha más agua—. Aunque los planetas océano pueden ser habitables, la profundidad media de sus masas de agua y la ausencia de tierras emergidas se alejan del concepto de superhabitabilidad sostenido por Heller y Armstrong. Por tanto, aunque los cuerpos planetarios ligeramente más masivos que la Tierra son, en principio, más adecuados para la vida, un tamaño excesivo consigue justo el efecto contrario. Desde una perspectiva geológica, el óptimo para la masa de un planeta se encuentra en torno a las 2 M⊕, así que debe contar con un radio que mantenga la densidad de la Tierra —entre 1.2 y 1.3 R⊕—.
Otro factor de habitabilidad inherente a la superficie que puede mejorar la aptitud para la vida terrestre es la distribución de las masas continentales. En el pasado, supercontinentes como Pangea podían tener vastos desiertos en su interior como consecuencia de la lejanía respecto al mar. Por el contrario, los continentes más separados y los archipiélagos presentan una cantidad mayor de vegetación y de diversidad biológica.
La profundidad media de los océanos también influye en la habitabilidad de un planeta. Las áreas poco profundas del mar, dada la cantidad de luz que reciben, suelen ser más acogedoras para las especies acuáticas, por lo que es probable que los exoplanetas con una profundidad media menor sean más adecuados para la vida. Los exoplanetas más masivos que la Tierra tienden a tener una superficie más regular por efecto de su gravedad, lo que puede suponer unas cuencas oceánicas menos profundas. Por otro lado, los planetas con menor cantidad de agua que la Tierra tienen una probabilidad menor de presentar un efecto invernadero descontrolado si se encuentran en el confín interno de la zona habitable y es menos probable que padezcan una glaciación global si pertenecen al confín externo.

### Geología

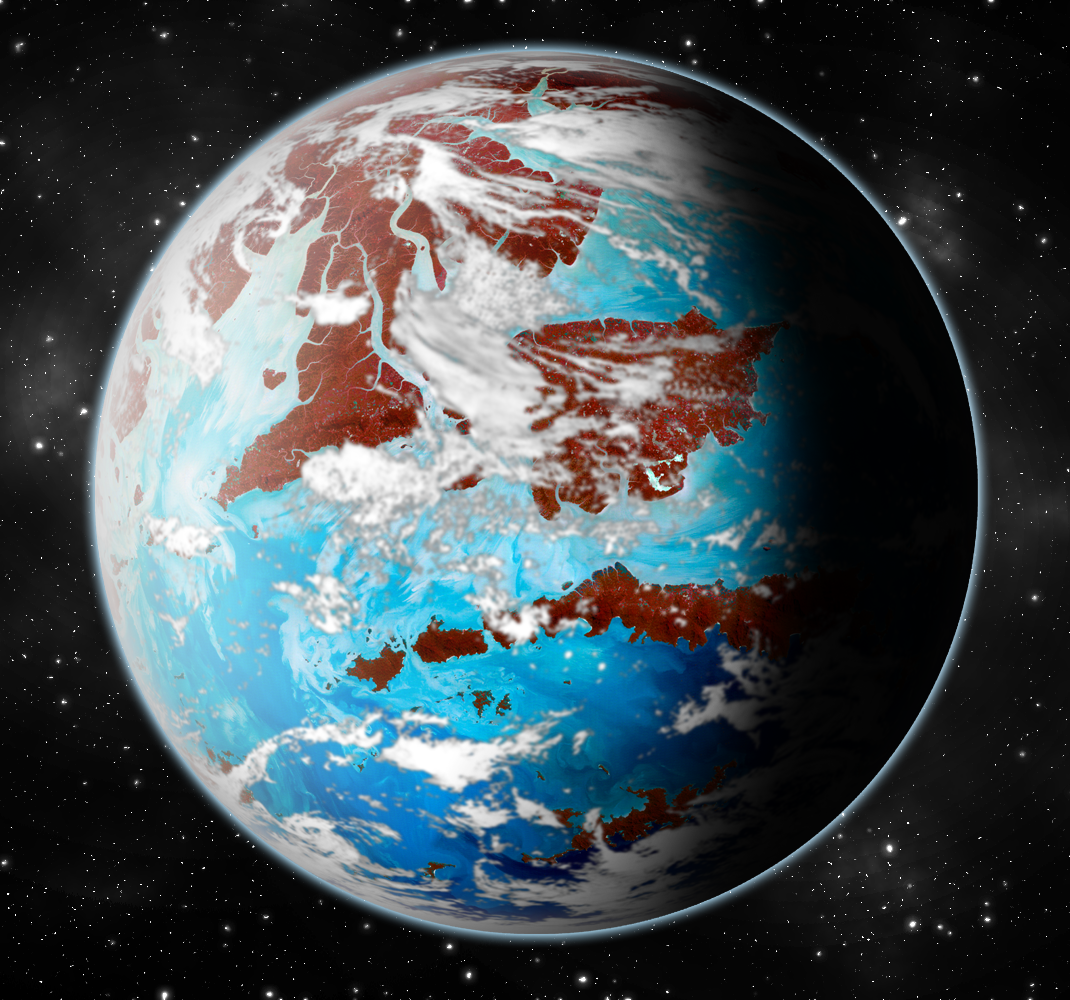
Impresión artística de un planeta superhabitable.

La tectónica de placas, en combinación con la presencia de grandes masas de agua sobre un planeta, es capaz de mantener unos niveles de CO2 constantes. Este proceso parece ser habitual en los planetas telúricos geológicamente activos con una velocidad de rotación significativa. Cuanto más masivo sea un cuerpo planetario, más tiempo perdurará su calor interno, un factor principal que contribuye a la tectónica de placas. No obstante, una masa planetaria excesivamente alta también puede ralentizar este fenómeno a causa de una mayor presión y viscosidad del manto, lo que dificulta el deslizamiento de la litosfera. Las investigaciones sugieren que la tectónica de placas alcanza su máximo de actividad en cuerpos con entre 1 y 5 M⊕, siendo el óptimo una masa aproximada de 2 M⊕.
Si la actividad geológica no es lo suficientemente intensa para generar una cantidad de gases de efecto invernadero que eleven las temperaturas globales por encima del punto de congelación del agua, el planeta puede experimentar una glaciación global permanente, a menos que el proceso sea contrarrestado por una irradiación estelar intensa o por una fuente de calor interno como el calentamiento de marea.
Otro factor favorable para la vida en los planetas más masivos que la Tierra reside en su potencial para desarrollar una magnetosfera mayor que proteja al planeta más eficazmente de la radiación cósmica y, especialmente, de los vientos estelares. Los cuerpos poco masivos y los que presentan una rotación lenta —o están anclados por marea a su estrella— tienen un campo magnético débil o inexistente que en el transcurso del tiempo puede suponer la pérdida de una porción relevante de su atmósfera, sobre todo del hidrógeno, por escape hidrodinámico.

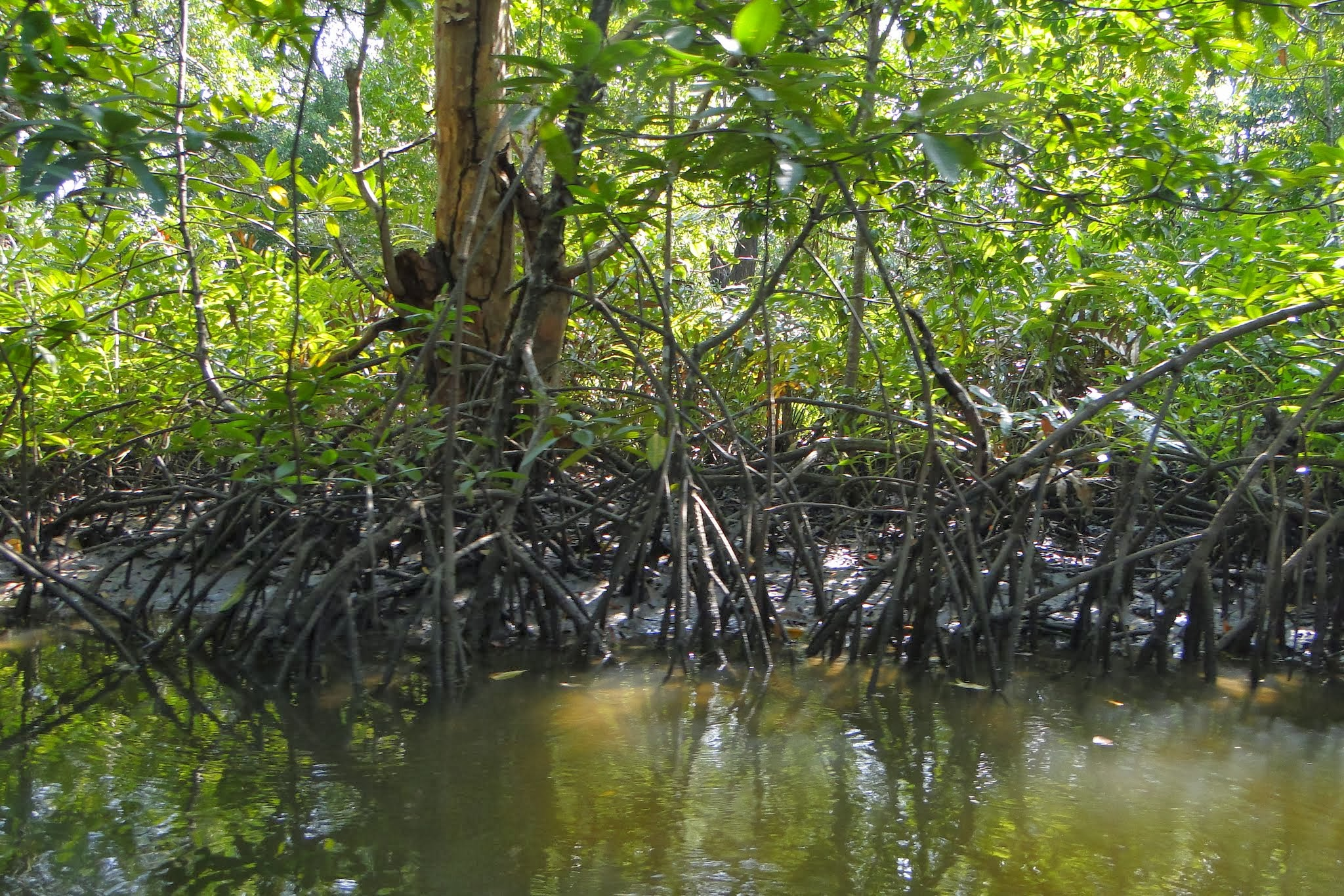
El clima de un exoplaneta más cálido y húmedo que el terrestre puede ser similar al de las zonas tropicales de la Tierra. En la imagen, manglar en Camboya.

### Temperatura
La idoneidad térmica de un planeta para la vida está determinada por su temperatura de equilibrio —es decir, la que correspondería a la Tierra en su lugar— y por la fluctuabilidad de la misma. A lo largo de su historia, la Tierra ha sufrido importantes variaciones de temperatura durante largos períodos, como las superglaciaciones durante el período Criogénico y el calentamiento global que pudo contribuir a la extinción masiva del Pérmico-Triásico. Incluso en nuestros días registra oscilaciones térmicas significativas en función de la latitud y de las estaciones del año. Es posible que los planetas con atmósferas más densas que la terrestre, una distribución más dispersa de sus tierras emergidas y/o menor inclinación de su eje tengan una amplitud térmica menor y estaciones menos pronunciadas. En tal caso, las especies autóctonas no tendrían que adaptarse a cambios de temperatura tan radicales y podrían ser más diversas. El efecto termorregulador del mar quizás suponga unas temperaturas moderadas en planetas oceánicos situados en la zona de habitabilidad de su estrella.
La temperatura de equilibrio óptima para la vida es desconocida, si bien parece que en la Tierra la diversidad animal ha sido mayor en épocas más cálidas. Es posible, por tanto, que los exoplanetas con temperaturas medias ligeramente más altas que las de la Tierra sean más aptos para la vida. Sin embargo, estudios recientes indican que la Tierra se encuentra en el límite interno de la zona habitable del sistema solar, lo que puede perjudicar a su habitabilidad a largo plazo, ya que las estrellas aumentan su luminosidad con el paso del tiempo. Paradójicamente, un planeta superhabitable debe ser algo más cálido que la Tierra y, a su vez, orbitar más próximo al centro de la zona habitable de su sistema. Esto sería posible siempre que su atmósfera fuese más densa y/o tuviese una mayor concentración de gases de efecto invernadero.

### Estrella

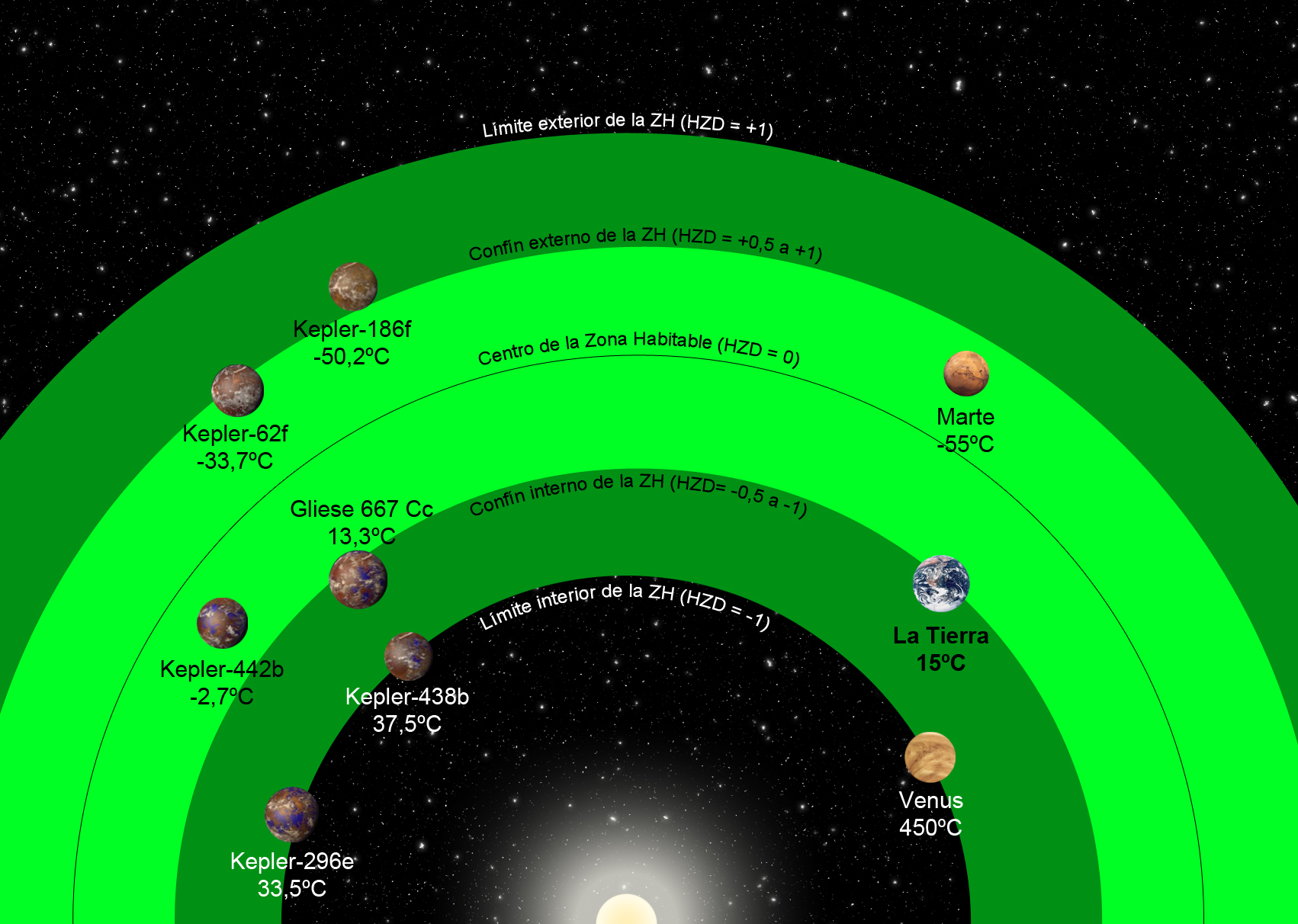
Posición en la ZH de algunos de los planetas confirmados con mayor IST y temperatura media superficial.

El tipo estelar determina en gran medida las condiciones presentes en un sistema. Las estrellas más masivas —O, B y A— tienen un ciclo vital muy corto, abandonando rápidamente la secuencia principal. Además, las de tipo O y B producen un efecto fotoevaporación que impide la formación de planetas en torno a la estrella.
En el lado opuesto, las menos masivas —tipos M y K-tardío, es decir, enanas rojas— son, por mucho, las más comunes y longevas del universo, pero su potencial para albergar vida aún es objeto de estudio. Su escasa luminosidad reduce el radio de la órbita de los exoplanetas en la zona habitable, que quedan expuestos a los brotes de radiación ultravioleta que tienen lugar frecuentemente, especialmente durante los primeros mil millones de años de vida de estas estrellas. Un radio de órbita corto también puede abocar al acoplamiento de marea del planeta, que presentaría siempre un mismo hemisferio hacia la estrella —conocido como hemisferio diurno—. Aun si fuese posible la existencia de vida en un sistema de este tipo, es poco probable que cualquier exoplaneta perteneciente a una enana roja pueda ser considerado como superhabitable.
Descartando ambos extremos, quedarían los sistemas de estrellas de tipo K y G —enanas naranjas y amarillas, respectivamente— como mejores hogares para la vida. Ambos permiten la formación de planetas a su alrededor, tienen una larga esperanza de vida y ofrecen una zona habitable estable y libre de los efectos derivados de una proximidad excesiva a su estrella. Las de tipo G, como el Sol, tienen una zona de habitabilidad mayor, pero su vida es considerablemente más corta que las de tipo K. Además, su radiación es muy elevada como para permitir la vida compleja sin la existencia de una capa de ozono. Por el contrario, las de tipo K o enanas naranjas permanecen en la secuencia principal por periodos hasta tres veces mayores que las de tipo G. Son también las más estables y su zona habitable varía muy poco durante su vida, por lo que un análogo terrestre situado en una estrella tipo K puede ser habitable durante la práctica totalidad de la secuencia principal. Además, su baja radiación puede facilitar la presencia de vida compleja sin la existencia de una ozonosfera.

### Órbita y rotación

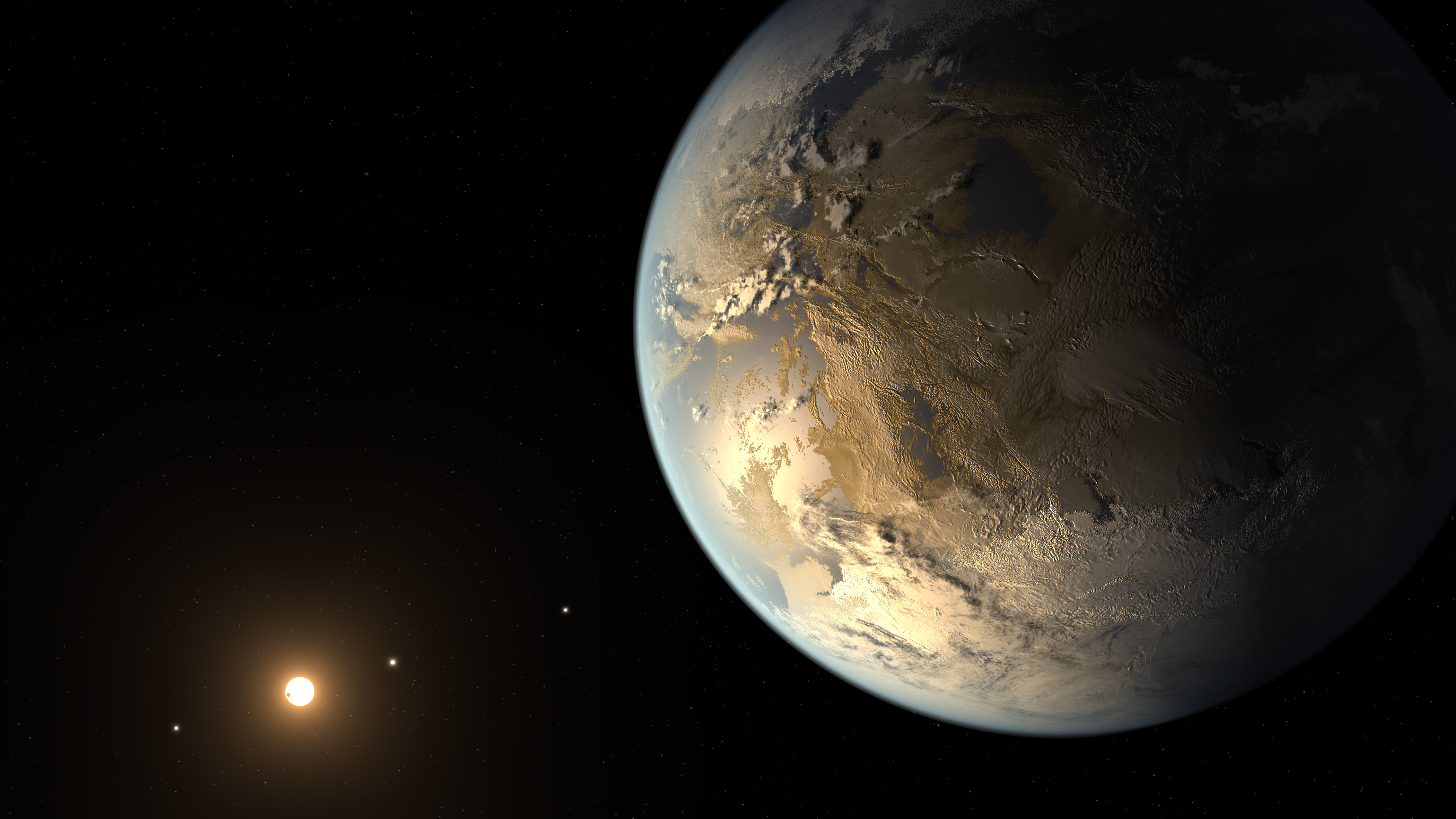
Impresión artística de un análogo a la Tierra. Algunos planetas superhabitables podrían presentar un aspecto similar si no guardan diferencias importantes con la Tierra.

La rotación sincrónica en los planetas anclados por marea a su estrella puede no ser un factor importante para la vida mientras cuenten con una atmósfera lo bastante densa como para repartir el calor entre los hemisferios diurno y nocturno. Sin embargo, se ha cuestionado la probabilidad de que se desarrollen formas de vida complejas en este tipo de planetas y, en cualquier caso, es difícil que puedan ser catalogados como superhabitables.
Los expertos no han alcanzado un consenso sobre cuál es la velocidad de rotación óptima para un planeta, pero sí que no debe ser muy elevada ni demasiado lenta —en última instancia, este último supuesto puede acarrear unos problemas similares a los observados en Venus, que completa una rotación cada 243 días terrestres y que, como consecuencia de ello, no puede generar un campo magnético similar a la Tierra—. La hipótesis de la Tierra especial añade la necesidad de un satélite natural de considerables proporciones para equilibrar el eje planetario, pero esta teoría ha sufrido importantes críticas en la mayor parte de sus argumentos y las investigaciones recientes sugieren que puede ser preferible la ausencia de un satélite.
La órbita de un planeta superhabitable debe situarse en la zona habitable de su sistema. Más allá de esta consideración, no hay consenso sobre el efecto que puede tener una mayor excentricidad orbital en los análogos terrestres: es posible que las fluctuaciones térmicas derivadas de diferencias notorias en la distancia a la estrella en el apoastro y periastro sean perjudiciales para la vida; por otro lado, una excentricidad moderada, pero mayor que la de la Tierra puede servir como protección ante eventos de glaciación global o de efecto invernadero descontrolado.

### Atmósfera
No hay argumentos sólidos para asegurar que la atmósfera terrestre tenga una composición óptima para la vida. Con independencia de que no existen organismos pluricelulares totalmente anaeróbicos y que se considera imprescindible la presencia de una cantidad importante de oxígeno en la atmósfera para que puedan desarrollarse formas de vida complejas, el porcentaje de oxígeno respecto al total atmosférico parece limitar el tamaño máximo que pueden tener algunas formas de vida —una mayor concentración permitiría una mayor diversidad animal— e influye en la amplitud de las redes metabólicas. En la Tierra, durante el período Carbonífero, se llegaron a alcanzar concentraciones de oxígeno de hasta un 35 %, lo que coincidió con una de las épocas de mayor biodiversidad en nuestro planeta.
Mientras que atmósferas menos densas que la de la Tierra ofrecen una protección menor frente a la radiación cósmica de alta energía y conllevan tanto una diferencia térmica mayor entre el día y la noche y entre las zonas ecuatoriales y polares como una mala distribución de las precipitaciones, una atmósfera más densa puede conseguir justo el efecto contrario. La densidad atmosférica debe ser mayor en planetas más masivos, lo que refuerza la hipótesis de que las supertierras puedan presentar condiciones de superhabitabilidad.

### Edad

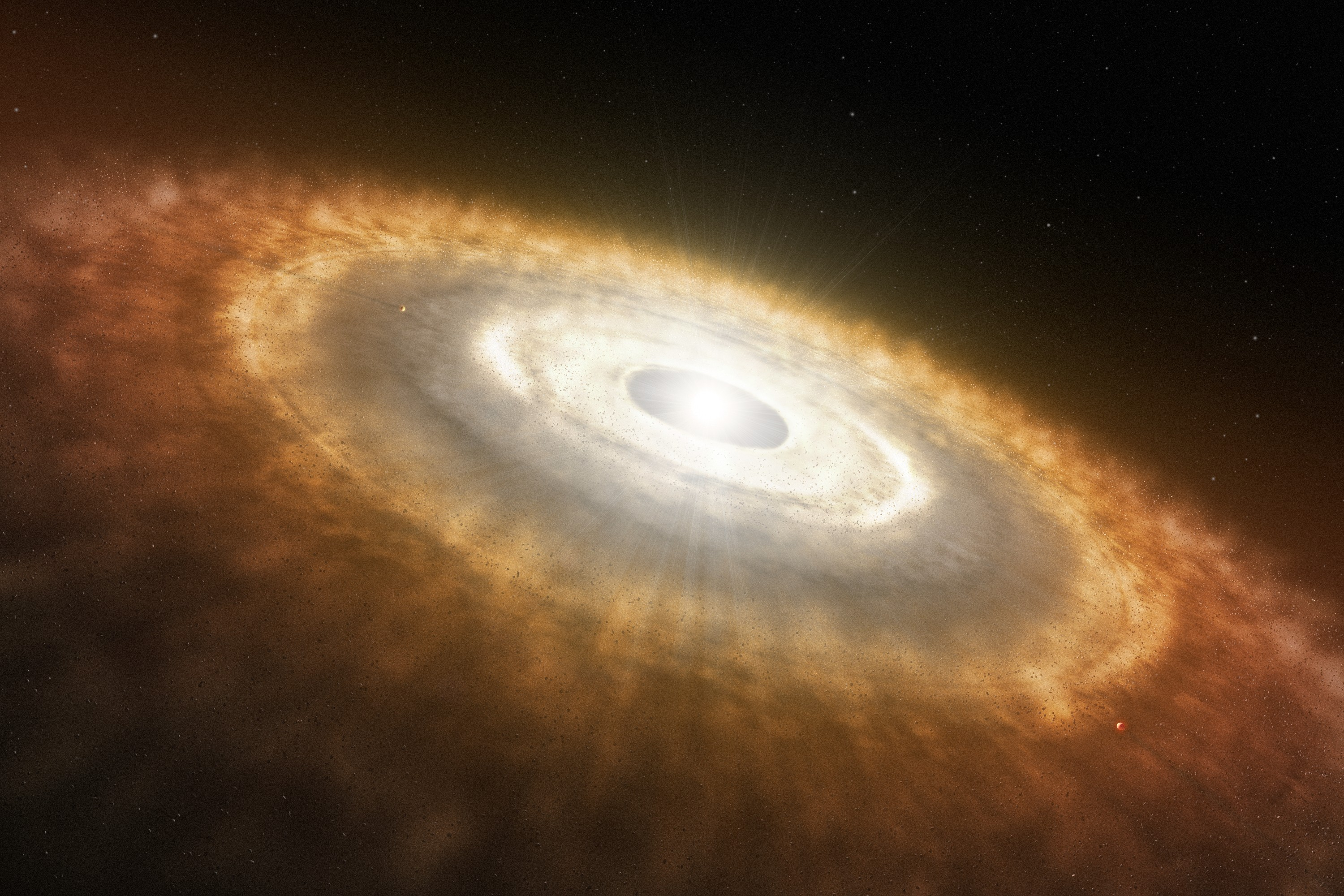
Las primeras estrellas que aparecieron en el universo contaban con una metalicidad muy baja, que probablemente impedía la formación planetaria.

Desde un punto de vista biológico, los planetas con más edad que la Tierra pueden tener una mayor biodiversidad, ya que las especies autóctonas habrán contado con más tiempo para evolucionar, adaptando y estabilizando las condiciones del entorno para sostener un ambiente idóneo para la vida que puedan aprovechar sus descendientes.
La zona de habitabilidad de un sistema planetario se aleja de la estrella con el transcurso del tiempo, a medida que aumenta su luminosidad. Las estrellas menos masivas que el Sol tardan más en abandonar la secuencia principal y su evolución es mucho más lenta. Como consecuencia, un planeta habitable perteneciente a una estrella tipo K puede mantener su condición durante miles de millones de años antes de traspasar el confín interno de la zona de habitabilidad. Por tanto, cabe esperar que los planetas que orbiten a enanas naranjas con edades próximas a la del propio universo ofrezcan un mejor escenario para la vida.
Sin embargo, durante años se ha cuestionado el potencial para encontrar vida en sistemas antiguos por la aparente relación entre la metalicidad estelar y la formación planetaria. La cantidad de elementos pesados en el universo ha ido aumentando progresivamente desde sus orígenes, así que las estrellas más antiguas que se conocen cuentan con una metalicidad inferior a un 10 % de la del Sol. Los primeros descubrimientos exoplanetarios, en su mayoría gigantes gaseosos que orbitaban muy cerca de sus estrellas, sugerían que los planetas eran poco comunes en sistemas con baja metalicidad, lo que invitaba a sospechar la existencia de un límite temporal en la aparición de los primeros objetos de masa terrestre. Las posteriores observaciones del telescopio Kepler han permitido a los expertos descubrir que esta relación es mucho más restrictiva en sistemas con jupíteres calientes y que los planetas terrestres pueden formarse en estrellas con metalicidades muy inferiores, hasta cierto punto. Estos resultados fueron anunciados oficialmente por un equipo internacional de astrónomos dirigidos por Lars Buchhave, del Instituto Niels Bohr de la Universidad de Copenhague, en el 220.º encuentro de la American Astronomical Society.
En su presentación, indicaron que debe existir un límite temporal para la aparición de los primeros planetas telúricos. Se cree, a expensas de nuevas observaciones, que los primeros objetos de masa terrestre debieron aparecer en algún momento hace entre siete mil y doce mil millones de años. Teniendo en cuenta la mayor estabilidad de las enanas naranjas (tipo K) respecto al Sol (tipo G) y su mayor esperanza de vida, es posible que cualquier exoplaneta habitable perteneciente a una de ellas que se encuentre dentro de ese límite pueda ofrecer un escenario mejor para la vida por el margen evolutivo concedido a las especies locales.

## Perfil

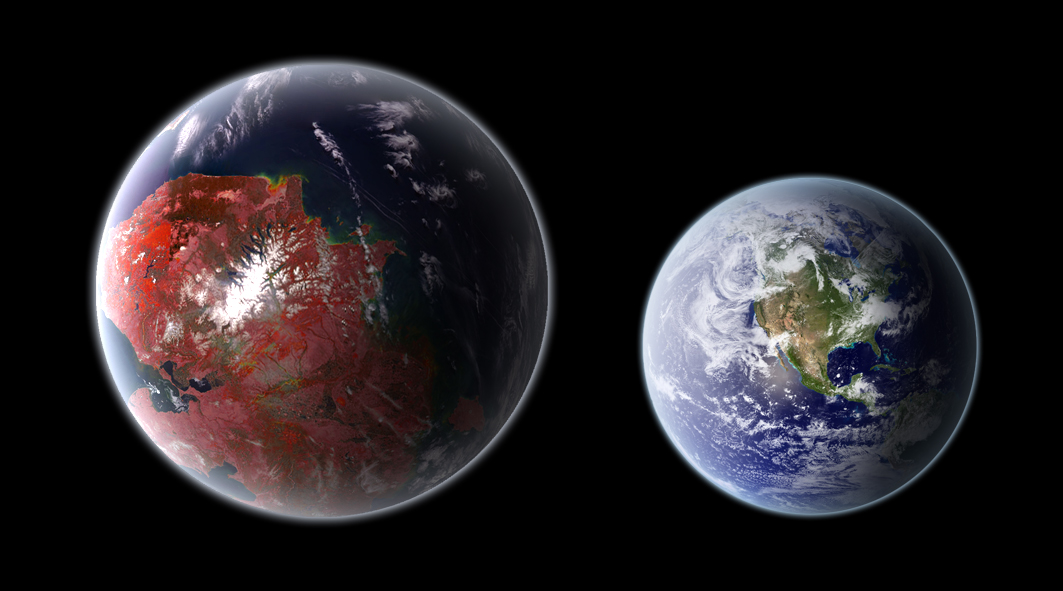
Comparación entre el tamaño de Kepler-442b (1.34 R_{⊕}) y la Tierra (derecha).

A pesar de la escasez de información exoplanetológica disponible, las teorías vistas en los apartados anteriores invitan a elaborar un perfil del prototipo de planeta superhabitable. Aun cuando parte de los puntos vistos siguen siendo objeto de debate, en otros sí parece haber cierto consenso. Así pues, algunos de los rasgos típicos de un planeta superhabitable podrían ser:
- Masa próxima a 2 M⊕.
- Para conservar una densidad similar a la terrestre, su radio debe oscilar entre 1.2 y 1.3 R⊕.
- Porcentaje de superficie cubierta por océanos similar, pero más repartida y sin grandes masas continentales continuas.
- Menor distancia respecto al centro de la zona habitable del sistema.
- Temperatura media superficial ligeramente superior a la de la Tierra (14 °C).[79]
- Perteneciente a una estrella tipo K intermedia, con una edad mayor que la del Sol (4568 millones de años), pero inferior a 7000 millones de años.
- Sin satélites naturales de gran tamaño.
- Atmósfera algo más densa que la de la Tierra y con una concentración mayor de oxígeno.

No hay ningún exoplaneta cuya existencia haya podido ser confirmada que reúna todos los requisitos. Tras la actualización de la base de datos de exoplanetas de la NASA del 23 de julio de 2015, el que más se aproxima es Kepler-442b, perteneciente a una enana naranja, con un radio de 1.34 R⊕ y una masa de 2.34 M⊕, pero con una temperatura superficial estimada en -2.65 °C que lo convierte en un psicroplaneta —considerando una atmósfera similar a la de la Tierra—. Es posible que su mayor tamaño le haya conferido una densidad atmosférica superior y que esto, unido a una mayor presencia de gases de efecto invernadero, suponga una temperatura real igual o mayor que la terrestre. En tal caso, podría ser un planeta superhabitable. Por el momento, aunque es el cuarto exoplaneta confirmado con mayor índice de similitud con la Tierra (84 %), es el que más probabilidades tiene de albergar algún tipo de vida.

### Aspecto
La apariencia de un planeta superhabitable debe ser, en líneas generales, muy similar a la de la Tierra. Las principales diferencias, cumpliendo con el perfil visto anteriormente, serían las derivadas de su masa. Su atmósfera más densa probablemente impedirá la formación de casquetes polares, como consecuencia de la menor diferencia térmica entre las distintas regiones del planeta. También tendrá una mayor concentración de nubes y precipitaciones más abundantes.
Probablemente, la vegetación será muy distinta debido a la mayor densidad atmosférica, precipitaciones y temperatura; y a la distinta luz estelar. Por el tipo de luz emitida por las estrellas tipo K, posiblemente las plantas adoptarán tonos como el amarillo, el naranja o el rojo en función de la masa estelar —amarillo-verdoso para las enanas naranjas más masivas y rojo-marrón para las más pequeñas—, frente al verde predominante en la Tierra. La vegetación cubriría regiones más amplias que en la Tierra, haciendo claramente visible su tonalidad desde el espacio.
En general, el clima de un planeta superhabitable sería más cálido, húmedo, homogéneo y estable que el terrestre, permitiendo que la vida se extendiese por toda su superficie sin presentar grandes diferencias poblacionales —características de las zonas más inhóspitas de la Tierra en comparación con las regiones tropicales—. Las condiciones de estos planetas podrían ser soportables para el ser humano incluso sin protección —traje espacial— siempre que su atmósfera no contenga excesivos gases tóxicos o tenga una presión considerablemente diferente, aunque requeriría de una cierta adaptación a la mayor atracción gravitatoria que podría desarrollarse de forma natural: aumento de la masa muscular, incremento de la densidad ósea, etc.

## Abundancia

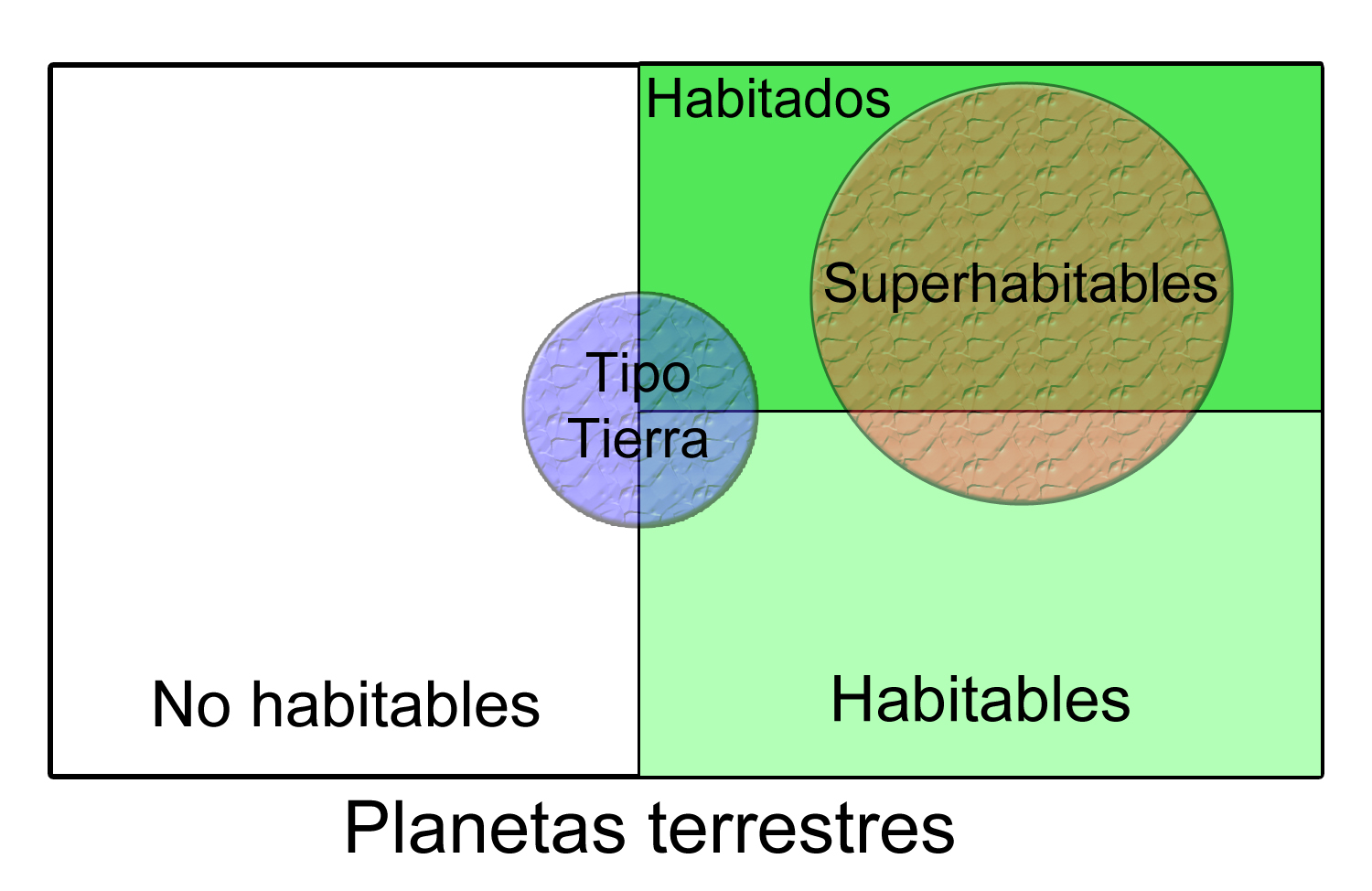
Esquema de mundos terrestres y sus subconjuntos, según Heller y Armstrong.

El número de planetas superhabitables puede superar ampliamente el de los análogos terrestres: las estrellas menos masivas de la secuencia principal son más abundantes que las de mayor tamaño y luminosidad, por lo que hay más enanas naranjas que análogos solares, más masivos y luminosos. Se calcula que, aproximadamente, un 9 % de las estrellas de la Vía Láctea son de tipo K.
Otro de los puntos que favorece el predominio de los planetas superhabitables respecto a los análogos terrestres es que, a diferencia de estos últimos, buena parte de los requisitos de un mundo superhabitable se pueden dar de forma espontánea y conjunta simplemente por contar con una masa superior. Un cuerpo planetario próximo a las 2 M⊕ desempeñará mejor su tectónica de placas y contará con una superficie mayor que uno de masa similar a la Tierra. Del mismo modo, es probable que sus océanos sean menos profundos por el efecto de la gravedad sobre la corteza del planeta, que su campo gravitatorio sea más intenso y que cuente con una atmósfera más densa —de este último punto se infiere que su temperatura posiblemente será mayor y más homogénea que en uno menos masivo—.
Por el contrario, los planetas de masa terrestre pueden presentar una gran diversidad de estados muy distintos al de análogo a la Tierra. Por ejemplo, al disponer de una tectónica de placas menos activa y una densidad atmosférica inferior, la probabilidad de que desarrollen una glaciación global permanente es mucho mayor. Otro efecto negativo de la menor densidad atmosférica está representado en forma de oscilación térmica, que puede suponer una alta variabilidad en el clima planetario y la exposición a eventos catastróficos como el citado anteriormente. Además, al contar con una magnetosfera más débil, pueden perder sus niveles de hidrógeno por escape hidrodinámico con más facilidad y convertirse en planetas-desierto. Cualquiera de estos ejemplos podría impedir la aparición de organismos sobre la superficie del planeta.
Considerando a la propia vida como un factor de habitabilidad —que modifica su entorno, optimizando sus condiciones—, puesto que los planetas superhabitables son más aptos para la vida que los similares a la Tierra según Heller y Armstrong, esta también debe perdurar con más facilidad en lugares que reúnan gran parte de sus características principales. Suponiendo un número de planetas potencialmente superhabitables idéntico al de planetas con potencial para ser análogos a la Tierra, habría un porcentaje mayor de los primeros con algún tipo de vida sobre su superficie, que podría alterar sus condiciones y convertirlos en verdaderos planetas superhabitables.
En cualquier caso, la multitud de escenarios que pueden convertir a un planeta de masa terrestre ubicado en la zona de habitabilidad de un análogo solar en un lugar inhóspito, lejos de la imagen de un gemelo de la Tierra, son menos probables en un planeta que reúna las características básicas de un mundo superhabitable, por lo que estos últimos deben ser más comunes.